# Cystopage subtilis
Cystopage subtilis är en svampart som beskrevs av Drechsler 1941. Cystopage subtilis ingår i släktet Cystopage och familjen Zoopagaceae.   Inga underarter finns listade i Catalogue of Life.